# Ghodasar
Ghodasar o Ghodasr o Ghorasar fou un estat tributari protegit a la provincia de Gujarat, agència de Mahi Kantha (subdivisió de Watrak Kantha), presidència de Bombai amb una superfície de 41 km² i format per 15 pobles. La finastia regnant deia ser originàriament rajput però haver perdut la seva casta per casar-se només amb dones kolis, i es van considerar llavors kolis. La seva nissaga s'anomenava Dabhi. L'estat pagava tribut al Gaikwar de Baroda (2.577 rupies) i al govern britànic (3000 rupies); els ingressos estimats eren de 22.600 rupies. La població el 1881 era de 8.400 habitants. Al final del segle XIX era sobirà Suraj Mai amb títol de thakur. La capital era Ghorasar a 23° 28′ N, 73° 20′ E / 23.467°N,73.333°E.